# فرانکنشتاین (فیلم ۱۹۹۴)
فرانکنشتاین فیلمی محصول سال ۱۹۹۴ به کارگردانی کنت برانا است. از جمله بازیگران این فیلم می‌توان به رابرت دنیرو، تام هولس، هلنا بونهام کارتر و کنت برانا اشاره کرد. این فیلم اقتباس‌ شده از رمان نویسنده انگلیسی مری شلی به نام فرانکنشتاین می‌باشد.

## خلاصه داستان
فیلم در سال ۱۷۹۴ شروع می‌شود. کاپیتان رابرت والتون (آیدان کوئین) سفر اکتشافی شجاعانه‌ای را هدایت می‌کند تا به قطب شمال دست پیدا کند. در حالی که کشتی شان در یخ‌های دریای آرتیک گیر کرده‌است، والتون و همراهانش مردی را می‌یابند که به تنهایی در حال سفر است. در دور دست صدای زوزهٔ بلندی به گوش می‌رسد. هنگامی که مرد مذکور والتون را ناراحت برای کشف قطب شمال می‌بیند به او می‌گوید «تو هم می خوای توی حماقت با من شریک بشی؟» و بعد از آن شروع به تعریف کردن داستان خود برای کاپیتان می‌کند. وی بازگو می‌کند که نامش ویکتور فرانکشتاین است و داستان خود را شروع می‌نماید…

## جوایز
این فیلم کاندیدای ۱ اسکار (کاندیدای اسکار بهترین چهره پردازی) در سال ۱۹۹۵ شد.